# Chata pod Rysmi
Chata pod Rysmi (česky Chata pod Rysy; polsky Chata pod Rysami) je nejvýše položená horská chata Vysokých Tater.

## Poloha
Chata je nejvýše položená ve Vysokých Tatrách. Nachází se ve výšce 2250 m n. m. pod sedlem Váha (2337 m n. m.) v jedné z kotlin Mengusovské doliny. V ústí kotliny se nachází Žabie plesá Mengusovské v lokalitě Wachterka. Kolem chaty vede červená turistická značka na Rysy (2503 m n. m.), nejvyšší horu Polska, na kterou vede turistická značená cesta.

### Přístup
Přístup je možný pěšky pouze v letním období od 16. června do 31. října. Výstup je možný od rozcestí nad Popradským plesem:
- po  modré turistické značce k rozcestí nad Žabím potokem (0:30) a dále
  - po  červené turistické značce (1:50), která pokračuje dále k sedlu Váha na Rysy a do Polska.

K rozcestí nad Popradským plesem je možné se dostat od:
- Popradského plesa po  červené turistické značce (0:05),
- Štrbského plesa po  červené turistické značce (1:40),
- železniční zastávky Popradské Pleso po  modré turistické značce k rozcestí nad Popradským plesem (1:20).

## Dějiny
S myšlenkou postavit chatu pod Rysy se pracovalo již koncem 19. století, avšak z technických a finančních důvodů se se stavbou započalo až ve třicátých letech 20. století. Chatu postavil v roce 1933 Klub československých turistů a lyžařů. Původní chata zahrnovala pouze jídelnu a kuchyni. V roce 1947 a 1954 byla zasažena lavinami, které chatu značně poškodily. V roce 1977 prošla chata rekonstrukcí, během níž bylo přistavěno jedno patro. V letech 2000 a 2001 byla chata znovu zasažena silnými lavinami z Ťažkého štítu, které chatu silně poškodily a chata začala fungovat na improvizovaný provoz. Byl zpracován nový plán na stavbu chaty mimo lavinovou dráhu, který však nedostal stavební povolení. Proto bylo v roce 2010 započato s rekonstrukcí dosavadní chaty. Od roku 2014 je znovu v plném provozu.

### Správci
- (1933 - ):
- (- 1969): Belo Kapolka
- (1969-1979): Peter Rajec
- (1979 - současnost): Viktor Beránek[6]

## Cestovní ruch
Chata pod Rysmi je využívaná turisty a horolezci. Pro turistiku je strategicky položená pod závěrečným stoupáním ze slovenské strany na oblíbený vrchol Rysy a zároveň se sem lze dostat z polské strany od Mořského oka po turistické značce přes vrchol.
Horolezci mají na výběr množství letních i zimních výstupů v okolí. Nejpopulárnější výstupy vedou na Žabí kôň, Volia veža, Galerii Ganku a Vysokou.